# Övertorneå socken

Gränser och kyrkor 1796.

Övertorneå socken ligger i Norrbotten och är sedan 1971 en del av Övertorneå kommun, från 2016 inom Övertorneå och Svansteins distrikt.
Socknens areal är 1 741,96 kvadratkilometer, varav 1 675,56 land. År 2000 fanns här 3 152 invånare. Tätorten Juoksengi samt kyrkorten Övertorneå med sockenkyrkan Övertorneå kyrka ligger i socknen.

## Administrativ historik
Socknen bildades 20 augusti 1482 genom en utbrytning ur Torneå socken som Särkilax socken. Den folkliga benämningen Övre Torneå socken levde kvar länge och sockennamnet Övertorneå blev mer allmänt använt i samband med den slutliga delningen av Torneå storsocken år 1606. Socknen omfattade då ett område på båda sidor Torne älv där den östra delen ligger i dagens Finland. 25 oktober 1602 utbröts Torne lappförsamling även kallad Tenoteki eller Enontekis, 1878 Hietaniemi socken, 1655 Kengis bruksförsamling, 9 augusti 1725 Pajala socken. 5 september 1809 reglerades gränsen mellan Sverige och Finland och Alkkula församling (nu Övertorneå) i Finland utbröts. 20 juni 1856 utbröts ett område för att bilda Korpilombolo socken tillsammans med delar av Överkalix och Pajala socknar.
Vid kommunreformen 1862 överfördes ansvaret för de kyrkliga frågorna till Övertorneå församling och för de borgerliga frågorna till Övertorneå landskommun. Ur församlingen utbröts 1962 Svansteins församling. Landskommunen utökades med Hietaniemi landskommun 1969 och ombildades 1971 till Övertorneå kommun. I församlingen uppgick 2006 Svansteins församling och Hietaniemi församling.
1 januari 2016 inrättades distrikten Övertorneå och Svanstein, med samma omfattning som motsvarande församlingar hade 1999/2000 och fick 1962, och vari detta sockenområde ingår.
Socknen har tillhört fögderier, tingslag och domsagor enligt vad som beskrivs i artikeln Norrbotten. De indelta soldaterna tillhörde Norrbottens regemente.

## Geografi
Övertorneå socken ligger väster om Torneälven.  Socknen odlingsbygd vid älven och är i övrigt en myr- och sjörik kuperad skogsbygd med höjder som i Iso Aapua i nordväst når 401 meter över havet.

## Fornlämningar
Cirka 65 boplatser från stenåldern är funna och omkring 45 fångstgropar har påträffats.

## Namnet
Namnet (1344 Thorna) kommer från älvnamnet som sannolikt är av finskt ursprung med en förled tornio, 'spjut' med oklar tolkning.
Namnet skrevs vid folkräkningen 1890 och 1900 Öfver-Torneå socken och vid folkräkningen 1910 Övertorneå socken.

## Befolkningsutveckling
| Befolkningsutvecklingen i Övertorneå socken 1750–1990                                                                                   | Befolkningsutvecklingen i Övertorneå socken 1750–1990 | Befolkningsutvecklingen i Övertorneå socken 1750–1990 | Befolkningsutvecklingen i Övertorneå socken 1750–1990 | Befolkningsutvecklingen i Övertorneå socken 1750–1990 |
| --- | ----------------------------------------------------- | ----------------------------------------------------- | ----------------------------------------------------- | ----------------------------------------------------- |
| |                                                       |                                                       |                                                       |                                                       |
| År |                                                       |                                                       | Folkmängd                                             |                                                       |
| 1750 | 1750                                                  |                                                       | 1 555                                                 |                                                       |
| 1760 | 1760                                                  |                                                       | 1 783                                                 |                                                       |
| 1769 | 1769                                                  |                                                       | 2 074                                                 |                                                       |
| 1780 | 1780                                                  |                                                       | 2 354                                                 |                                                       |
| 1790 | 1790                                                  |                                                       | 2 639                                                 |                                                       |
| 1800 | 1800                                                  |                                                       | 3 075                                                 |                                                       |
| 1810 | 1810                                                  |                                                       | 1 808                                                 |                                                       |
| 1820 | 1820                                                  |                                                       | 1 924                                                 |                                                       |
| 1830 | 1830                                                  |                                                       | 2 365                                                 |                                                       |
| 1840 | 1840                                                  |                                                       | 2 113                                                 |                                                       |
| 1850 | 1850                                                  |                                                       | 2 490                                                 |                                                       |
| 1860 | 1860                                                  |                                                       | 2 368                                                 |                                                       |
| 1870 | 1870                                                  |                                                       | 2 528                                                 |                                                       |
| 1880 | 1880                                                  |                                                       | 2 942                                                 |                                                       |
| 1890 | 1890                                                  |                                                       | 3 122                                                 |                                                       |
| 1900 | 1900                                                  |                                                       | 3 406                                                 |                                                       |
| 1910 | 1910                                                  |                                                       | 3 683                                                 |                                                       |
| 1920 | 1920                                                  |                                                       | 4 096                                                 |                                                       |
| 1930 | 1930                                                  |                                                       | 4 913                                                 |                                                       |
| 1940 | 1940                                                  |                                                       | 6 233                                                 |                                                       |
| 1950 | 1950                                                  |                                                       | 7 419                                                 |                                                       |
| 1960 | 1960                                                  |                                                       | 7 033                                                 |                                                       |
| 1970 | 1970                                                  |                                                       | 5 654                                                 |                                                       |
| 1980 | 1980                                                  |                                                       | 5 032                                                 |                                                       |
| 1990 | 1990                                                  |                                                       | 5 046                                                 |                                                       |
| Anm: Tabellen inkluderar Svanstein. Källor: Umeå universitet - Tabellverket 1749-1859, Demografiska databasen, CEDAR, Umeå universitet. |                                                       |                                                       |                                                       |                                                       |

### Språk och etnicitet
Nedanstående siffror är tagna från SCB:s folkräkning 1900 och visar inte medborgarskap utan de som SCB ansåg vara av "finsk, svensk eller lapsk stam". För 1860, 1870 och 1880 är Korpilombolo socken medräknat. För 1860, 1870 och 1880 är Edefors socken medräknat. Siffrorna för 1800-1855 är Tabellverkets statistik och avser endast den samiska befolkningen.
| Årtal | Svenskar | Finnar | Samer | Totalt |
| ----- | -------- | ------ | ----- | ------ |
| 1800  |          |        | 51    |        |
| 1810  |          |        | 0     |        |
| 1815  |          |        | 0     |        |
| 1820  |          |        | 19    |        |
| 1825  |          |        | 19    |        |
| 1830  |          |        | 27    |        |
| 1835  |          |        | 8     |        |
| 1840  |          |        | 9     |        |
| 1845  |          |        | 4     |        |
| 1850  |          |        | 2     |        |
| 1855  |          |        | 2     |        |
| 1860  | 132      | 2 895  | 3     | 3 330  |
| 1870  | 314      | 3 291  | 19    | 3 624  |
| 1880  | 507      | 3 805  | 45    | 4 357  |
| 1890  | 547      | 2 550  | 25    | 3 122  |
| 1900  | 371      | 3 016  | 19    | 3 406  |